# Ambasciata d'Albania in Italia
L'Ambasciata della Repubblica d'Albania in Italia (in albanese Ambasada e Republikës së Shqipërisë në Itali) è la missione diplomatica dell'Albania che cura i rapporti diplomatici con l'Italia.
L'ambasciata ha sede a Roma in via Asmara, 5 e dispone di due consolati generali a Bari e Milano oltre che di 4 consolati onorari ad Ancona, Bologna, Genova e Pistoia.

## Relazioni bilaterali
L'Albania e l'Italia intrattengono delle relazioni bilaterali forti e intense, favorite dalla vicinanza geografica ma anche dai legami storici, economici e culturali. L'Italia ospita una nutrita minoranza di albanesi, gli arbëreshë, concentrati prevalentemente nell'Italia meridionale e insulare.
L'ambasciata italiana è sede anche dell'ambasciata d'Albania presso San Marino e dell'ambasciata d'Albania presso Malta e da essa dipendono i due consolato onorari siti a San Marino e presso La Valletta.

## Cronologia degli ambasciatori
| Funzione     | Rappresentante diplomatico | Mandato | Mandato   |
| Funzione     | Rappresentante diplomatico | Inizio  | Fine      |
| ------------ | -------------------------- | ------- | --------- |
| Ambasciatore | Myfit Libohova (1876-1927) | 1914    | 1914      |
| Ambasciatore | Tefik Mborja (1888-1954)   | 1923    | 1925      |
| Ambasciatore | Eqrem Libohova (1882-1948) | 1925    | 1926      |
| Ambasciatore | Xhemil Dino (1894-1972)    | 1926    | 1931      |
| Ambasciatore | Xhaferr Vila (1889-1938)   | 1935    | 1938      |
| Ambasciatore | Zenel Hamiti (1919-2003)   | 1949    | 1952      |
| Ambasciatore | Behar Shtylla (1918-1994)  | 1952    | 1954      |
| Ambasciatore | Edip Çuçi (?)              | 1954    | 1958      |
| Ambasciatore | Koço Prifti (?)            | 1958    | 1961      |
| Ambasciatore | Jordan Pani (?)            | 1965    | 1967      |
| Ambasciatore | Xenofon Nushi (?)          | 1967    | 1972      |
| Ambasciatore | Piro Koçi (?)              | 1972    | 1977      |
| Ambasciatore | Kujtim Myzyri (?)          | 1977    | 1980      |
| Ambasciatore | Pirro Bita (?)             | 1980    | 1982      |
| Ambasciatore | Bashkim Dino (?)           | 1982    | 1988      |
| Ambasciatore | Dashnor Dervisci (1949)    | 1988    | 1992      |
| Ambasciatore | Edmond Dulaj (?)           | 1992    | 1995      |
| Ambasciatore | Pandeli Pasko (?)          | 1995    | 1998      |
| Ambasciatore | Leontiev Çuçi (?)          | 1998    | 2001      |
| Ambasciatore | Pëllumb Xhufi (1951)       | 2001    | 2004      |
| Ambasciatore | Pavli Zëri (?)             | 2004    | 2006      |
| Ambasciatore | Llesh Kola (1960)          | 2006    | 2013      |
| Ambasciatore | Neritan Ceka (1941)        | 2013    | 2016      |
| Ambasciatore | Anila Bitri (1963)         | 2016    | in carica |